# Thomas Lynch (Admiral)

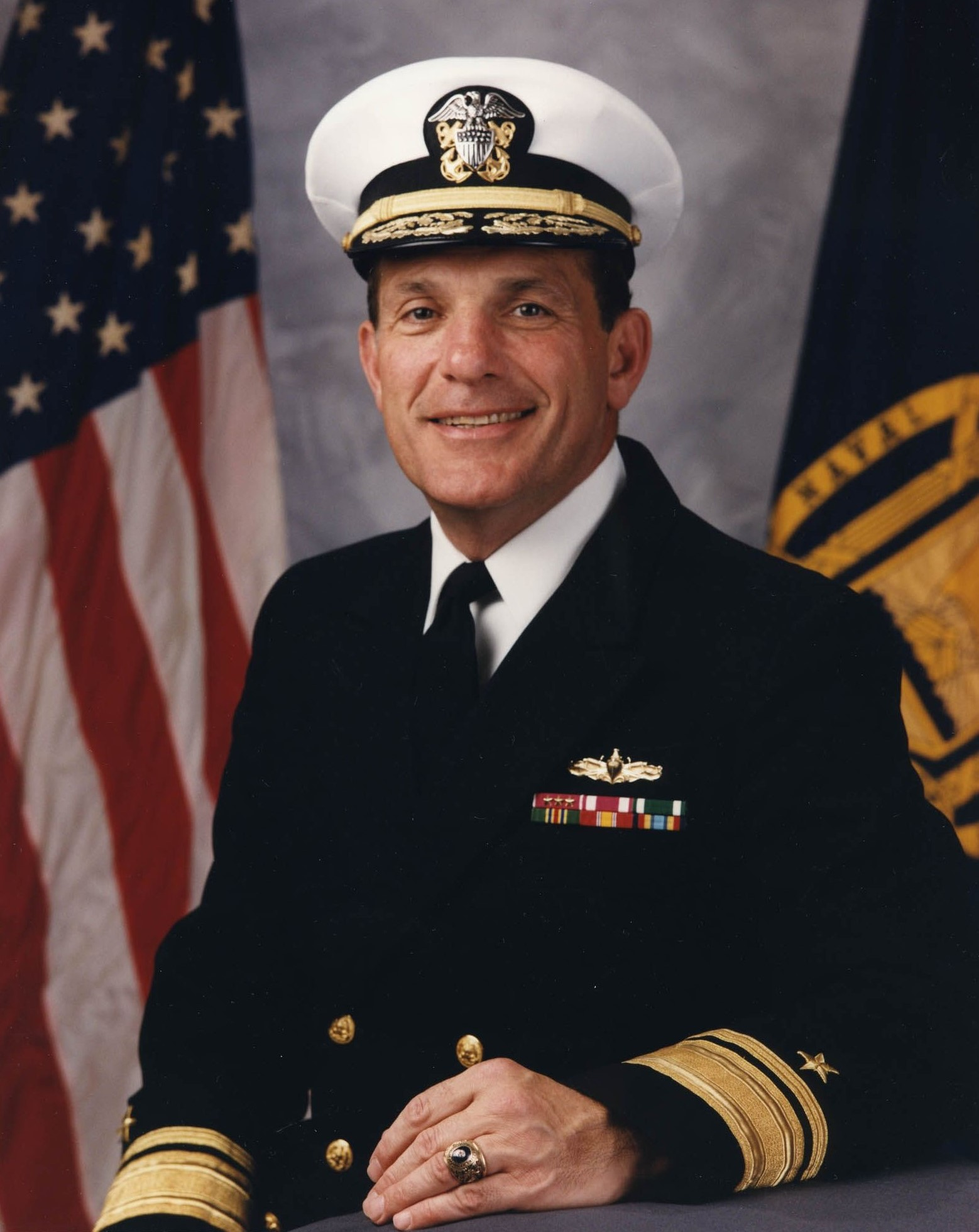
Thomas C. Lynch

Thomas Charles Lynch (* 7. April 1942 in Lima, Allen County, Ohio) ist ein pensionierter Konteradmiral der United States Navy. Er war unter anderem Leiter (Superintendent) der United States Naval Academy (USNA).

## Leben
Thomas Lynch absolvierte im Jahr 1964 die United States Naval Academy in Annapolis in Maryland. In der amerikanischen Marine durchlief er anschließend alle Offiziersränge bis zum Konteradmiral. Während seiner Zeit an der Akademie war er als guter Footballspieler bekannt. Außerdem war er als Boxer innerhalb der Akademie erfolgreich. In den Jahren 1962 und 1963 war er interner Schwergewichtsmeister. Später war er während seiner frühen Militärzeit gelegentlich als Ringrichter tätig.
Im Verlauf seiner Karriere war Lynch sowohl als Stabsoffizier bei unterschiedlichen Einheiten als auch als Seeoffizier tätig. Zwischen 1977 und 1980 kommandierte er die Truett, eine Fregatte der Knox-Klasse. Nach zwischenzeitlich anderer Verwendung erhielt er im Jahr 1985 das Kommando über das 26. Zerstörergeschwader (commander, Destroyer Squadron Twenty Six). Diese Aufgabe erfüllte er bis zum Jahr 1987. Im Jahr 1989 wurde er Kommandeur der Cruise Destroyer Group Twelve. Im Zweiten Golfkrieg befehligte er im Jahr 1991 zudem die dort eingesetzte Eisenhower Battle Group. Dabei handelte es sich um eine Flugzeugträgerkampfgruppe aus dem Flugzeugträger Dwight D. Eisenhower und dessen Flugzeugen und Begleitschiffen, die vom Roten Meer aus operierten.
Am 15. Juni 1991 übernahm Thomas Lynch als Nachfolger von Virgil L. Hill Jr. als Superintendent die Leitung der Marineakademie in Annapolis. Dieses Amt bekleidete er bis zum 1. August 1994, als Charles R. Larson seine Nachfolge antrat. Während seiner Zeit als Leiter der Akademie kam es zu Unregelmäßigkeiten im Umgang mit einer internen Überprüfung von möglichem Examensbetrug durch Kadetten. Danach wurde er zum Stab des Marineministeriums versetzt, wo er bis zu seiner Pensionierung im Jahr 1995 das ranghohe Amt des director of the Navy Staff bekleidete.
Nach seiner Pensionierung wurde Lynch Vorstandsmitglied verschiedener Firmen und Stiftungen. Im Jahr 2015 geriet er im Zusammenhang mit seiner Tätigkeit für die Firma New Day USA, die Darlehen an Veteranen vermittelt, in die Schlagzeilen. Zwar wurden ihm keine illegalen Handlungen unterstellt, sein Gebaren wurde aber als unethisch bewertet.